# NGC 2267
NGC 2267 (другие обозначения — ESO 426-29, MCG -5-16-15, AM 0638-322, PGC 19417) — линзообразная галактика (SB0) в созвездии Большого Пса. Открыта Джоном Гершелем в 1836 году. В галактике наблюдается крупная перемычка и внутреннее кольцо красного цвета. В 7 секундах дуги от центра наблюдается яркая голубая звезда, которая искажает наблюдаемые параметры. Галактический диск вносит основной вклад лишь в областях, удалённых более чем на 40 секунд дуги от центра, где поверхностная яркость невысока, поэтому его толщину определить не удаётся.
Этот объект входит в число перечисленных в оригинальной редакции «Нового общего каталога».